# Scarabaeus
Scarabaeus es un género de insectos coleópteros de la familia Scarabaeidae. Incluye especies del Viejo Mundo, como los escarabajos peloteros y el escarabajo sagrado de los egipcios (Scarabaeus sacer) que fue usado como amuleto en el Antiguo Egipto. Scarabaeus aparece también en El escarabajo de oro de Edgar Allan Poe.

## Alimentación y comportamiento
Estos insectos se alimentan exclusivamente de estiércol, que pueden transportar desde el sitio de colecta hasta su nido subterráneo. Además estas pelotas de estiércol sirven de alimento para las larvas, ya que la hembra deposita los huevos en su interior y la larva se alimenta y pupa allí, y finalmente emerge como un adulto.
Se ha descubierto que Scarabaeus satyrus puede usar la Vía Láctea para orientarse.

## Galería

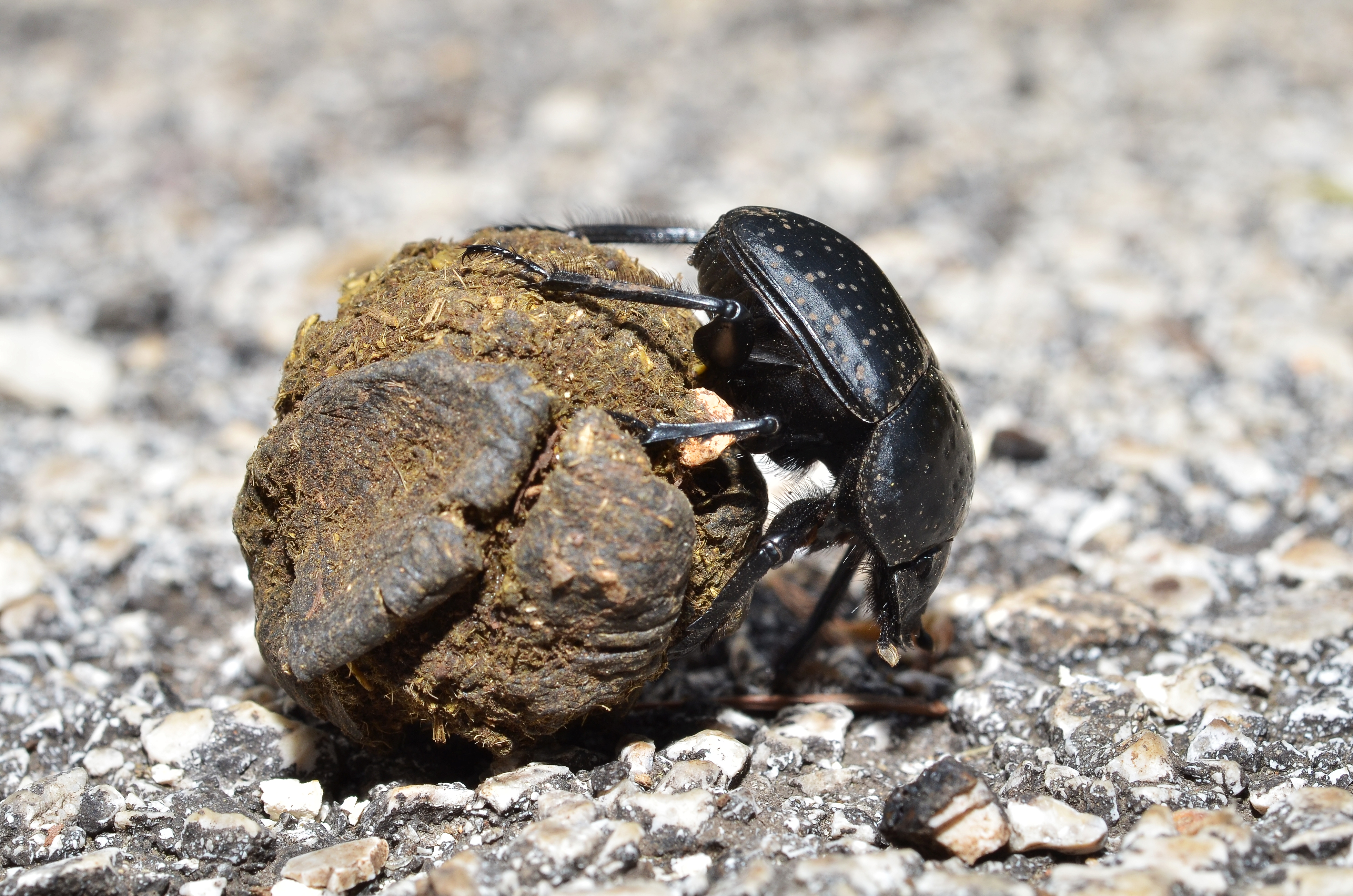
Scarabaeus sp. rodando una bola de excrementos.
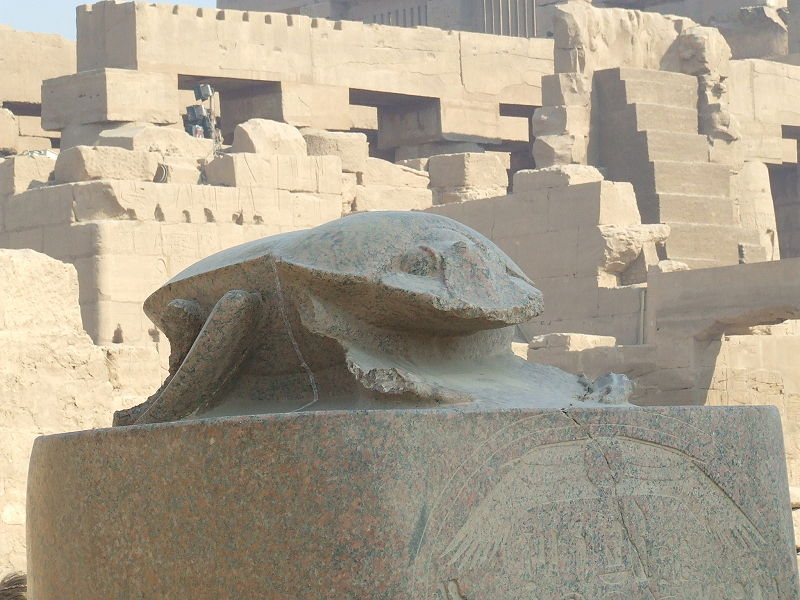
Estatua de un Scarabaeus en el templo Karnak
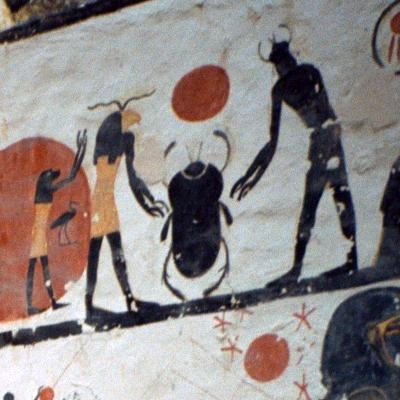
Un escarabajo en una pared de la tumba KV6 en el Valle de los Reyes

## Especies
El género comprende las siguientes especies:
- Scarabaeus acuticollis
- Scarabaeus aegyptiacus
- Scarabaeus aegyptiorum
- Scarabaeus aeratus
- Scarabaeus aesculapius
- Scarabaeus alienus
- Scarabaeus ambiguus
- Scarabaeus anderseni
- Scarabaeus andreaei
- Scarabaeus andrewesi
- Scarabaeus armeniacus
- Scarabaeus asceticus
- Scarabaeus babori
- Scarabaeus bannuensis
- Scarabaeus basuto
- Scarabaeus bennigseni
- Scarabaeus bohemani
- Scarabaeus bonellii
- Scarabaeus bornemizzai
- Scarabaeus brahminus
- Scarabaeus caffer
- Scarabaeus canaliculatus
- Scarabaeus cancer
- Scarabaeus carinatus
- Scarabaeus catenatus
- Scarabaeus cicatricosus
- Scarabaeus clanceyi
- Scarabaeus clericus
- Scarabaeus cognatus
- Scarabaeus confusus
- Scarabaeus convexus
- Scarabaeus cristatus
- Scarabaeus cupreus
- Scarabaeus cuvieri
- Scarabaeus damarensis
- Scarabaeus deludens
- Scarabaeus denticollis
- Scarabaeus devotus
- Scarabaeus dioscoridis
- Scarabaeus ebenus
- Scarabaeus endroedyi
- Scarabaeus erichsoni
- Scarabaeus festivus
- Scarabaeus fitzsimonsi
- Scarabaeus flavicornis
- Scarabaeus fraterculus
- Scarabaeus fritschi
- Scarabaeus funebris
- Scarabaeus furcatus
- Scarabaeus galenus
- Scarabaeus gangeticus
- Scarabaeus gariepinus
- Scarabaeus gilleti
- Scarabaeus glentoni
- Scarabaeus goryi
- Scarabaeus gracai
- Scarabaeus heqvisti
- Scarabaeus hippocrates
- Scarabaeus hottentorum
- Scarabaeus inoportunus
- Scarabaeus inquisitus
- Scarabaeus intermedius
- Scarabaeus interstitialis
- Scarabaeus intricatus
- Scarabaeus irakensis
- Scarabaeus isidis
- Scarabaeus jalof
- Scarabaeus janssensi
- Scarabaeus karlwerneri
- Scarabaeus karrooensis
- Scarabaeus knobeli
- Scarabaeus kochi
- Scarabaeus kwiluensis
- Scarabaeus laevifrons
- Scarabaeus laevistriatus
- Scarabaeus lamarcki
- Scarabaeus laticollis
- Scarabaeus licitus
- Scarabaeus lucidulus
- Scarabaeus multidentatus
- Scarabaeus namibicus
- Scarabaeus natalensis
- Scarabaeus nigroaeneus
- Scarabaeus nitidicollis
- Scarabaeus obsoletepunctatus
- Scarabaeus opacipennis
- Scarabaeus pabulator
- Scarabaeus paganus
- Scarabaeus palemo
- Scarabaeus parvulus
- Scarabaeus piliventris
- Scarabaeus pius
- Scarabaeus planifrons
- Scarabaeus platynotus
- Scarabaeus plausibilis
- Scarabaeus poggei
- Scarabaeus porosus
- Scarabaeus proboscideus
- Scarabaeus prodigiosus
- Scarabaeus puncticollis
- Scarabaeus pustulosus
- Scarabaeus radama
- Scarabaeus ritchiei
- Scarabaeus rixosus
- Scarabaeus rodriguesi
- Scarabaeus rotundigenus
- Scarabaeus rubripennis
- Scarabaeus rugosus
- Scarabaeus rusticus
- Scarabaeus sacer
- Scarabaeus sanctus
- Scarabaeus satyrus
- Scarabaeus savignyi
- Scarabaeus schinzi
- Scarabaeus scholtzi
- Scarabaeus schulzeae
- Scarabaeus semipunctatus
- Scarabaeus sennaariensis
- Scarabaeus sevoistra
- Scarabaeus silenus
- Scarabaeus spretus
- Scarabaeus striatus
- Scarabaeus subaeneus
- Scarabaeus sulcipennis
- Scarabaeus suri
- Scarabaeus tonckeri
- Scarabaeus transcaspicus
- Scarabaeus typhon
- Scarabaeus valeflorae
- Scarabaeus vanderkelleni
- Scarabaeus vansoni
- Scarabaeus variolosus
- Scarabaeus venerabilis
- Scarabaeus vethi
- Scarabaeus viator
- Scarabaeus vicinus
- Scarabaeus viettei
- Scarabaeus westwoodi
- Scarabaeus wilsoni
- Scarabaeus winkleri
- Scarabaeus xavieri
- Scarabaeus zagrosensis
- Scarabaeus zambezianus
- Scarabaeus zurstrasseni